# Flora von Córdoba

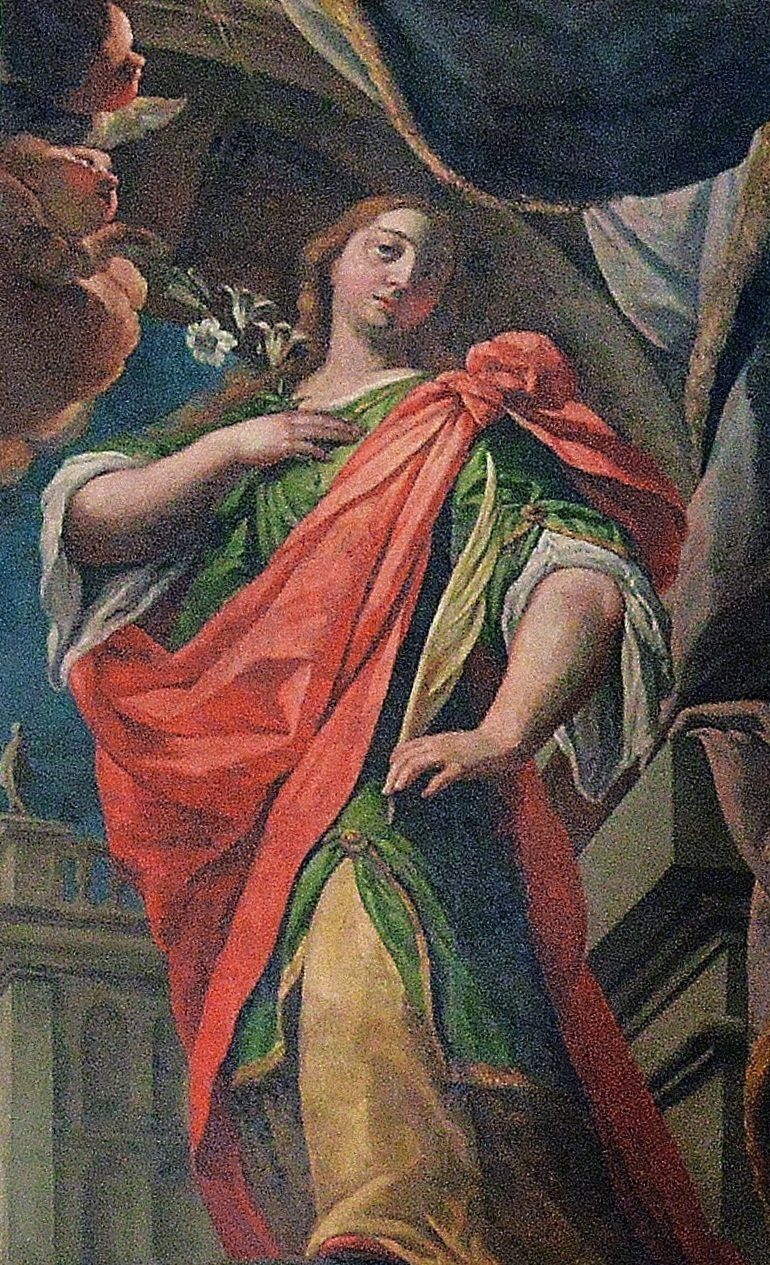
Hl. Flora, Gemälde am Hauptaltar der Kathedrale von Córdoba

Flora von Córdoba († 24. November 851 in Córdoba) war eine christliche Märtyrin, die gegen Ende der Regierungszeit von Abd ar-Rahman II. im Emirat von Córdoba enthauptet wurde. Sie ist eine von neun Frauen unter den insgesamt 49 sogenannten Märtyrern von Córdoba, die laut der Überlieferung der zeitgenössischen Autoren Eulogius von Córdoba und Paulus Alvarus in den Jahren 851 bis 859 n. Chr. wegen öffentlicher Schmähung des Islam oder Apostasie hingerichtet wurden.

## Martyrium
Flora wurde in der ersten Hälfte des 9. Jahrhunderts als Tochter einer christlichen Mutter und eines muslimischen Vaters in der damals maurischen, heute spanischen Stadt Córdoba geboren. Ihr Vater verstarb, als sie noch sehr jung war, und Flora wurde als Christin erzogen. Ihr wesentlich älterer Bruder versuchte vergeblich, sie zum Islam zu bekehren und überantwortete sie schließlich der islamischen Justiz. Sie wurde vom Kadi verhört, zur Auspeitschung verurteilt und danach einem islamischen Gelehrten übergeben, der sie zum Entsagen des Christentums nötigen sollte. Zwar gelang ihr die Flucht zu einer Schwester in einer christlichen Siedlung, aber dann kehrte sie doch wieder nach Córdoba zurück, wo sie die Kirche der heiligen Märtyrer Acisclus und Victoria zum Gebet besuchte. Dort traf sie eine Nonne namens Maria, Schwester des am 16. Juli 851 hingerichteten Diakons und Mönches Walabonsus. Die beiden jungen Frauen bestärkten einander in der Absicht, den Islam vor einem Kadi abzulehnen, und wurden daraufhin in einen Kerker gesperrt. Da beide sich weiterhin weigerten, zum Islam zurückzukehren, wurden sie schließlich zum Tode verurteilt – Flora gemäß Scharia-Interpretation wegen Apostasie, Maria wegen Blasphemie – und am 24. November 851 enthauptet. Ihre Leichen wurden einen Tag lang unbestattet zu Schau gestellt und dann in den Fluss geworfen; ihre Köpfe wurden später in der Acisclus-Basilika aufbewahrt.

## Verehrung
Flora wird dargestellt als jungfräuliche Märtyrerin mit Palme, Kreuz und Schwert. Ihr Gedenktag ist der 24. November.